# Fiat RS.14
Die Fiat RS.14 war ein italienischer See-Bomber des Zweiten Weltkrieges. Es wurde auch als Aufklärer eingesetzt.

## Geschichte
Die RS.14 wurde von Manilo Stiavelli und Lucio Lazzarino entwickelt und in Marina di Pisa gefertigt.

## Technische Daten
| Kenngröße             | Daten                                                 |
| --------------------- | ----------------------------------------------------- |
| Besatzung             | 5                                                     |
| Länge                 | 14,10 m                                               |
| Spannweite            | 19,54 m                                               |
| max. Startmasse       | 8000 kg                                               |
| Höchstgeschwindigkeit | 409 km/h in 4000 m Höhe                               |
| Reichweite            | 2500 km                                               |
| Triebwerke            | 2 Fiat-A.74-RC-38-Sternmotoren mit je 640 kW (870 PS) |